# ويليام لارسون
ويليام لارسون (بالسويدية: William Larsson)‏ هو مخرج وممثل سويدي، ولد في 1873 في السويد، وتوفي في 1926.

## وصلات خارجية
- ويليام لارسون على موقع IMDb (الإنجليزية)
- ويليام لارسون على موقع قاعدة بيانات الأفلام السويدية (السويدية)
- ويليام لارسون على موقع قاعدة بيانات الفيلم (الإنجليزية)